# ديوغو كوستا
ديوغو ميريليس دا كوستا (بالبرتغالية: Diogo Meireles da Costa‏) (مواليد 19 سبتمبر 1999 في Aves (Santo Tirso) ‏، البرتغال) هو لاعب كرة قدم برتغالي يلعب مع نادي بورتو البرتغالي و‌منتخب البرتغال لكرة القدم في مركز حراسة المرمى.

## وصلات خارجية
- ديوغو كوستا على موقع الاتحاد الأوربي (الإنجليزية)
- ديوغو كوستا على موقع إي إس بي إن إف سي (الإنجليزية)
- ديوغو كوستا على موقع قاعدة بيانات كرة القدم.إي يو (الإنجليزية)
- ديوغو كوستا على موقع ناشيونال فوتبول تيمز (الإنجليزية)
- ديوغو كوستا على موقع Soccerbase.com (لاعب) (الإنجليزية)
- ديوغو كوستا على موقع Soccerway.com (الإنجليزية)
- ديوغو كوستا على موقع عالم كرة القدم.نت (الإنجليزية)